# Anna Maria Corazza Bildt

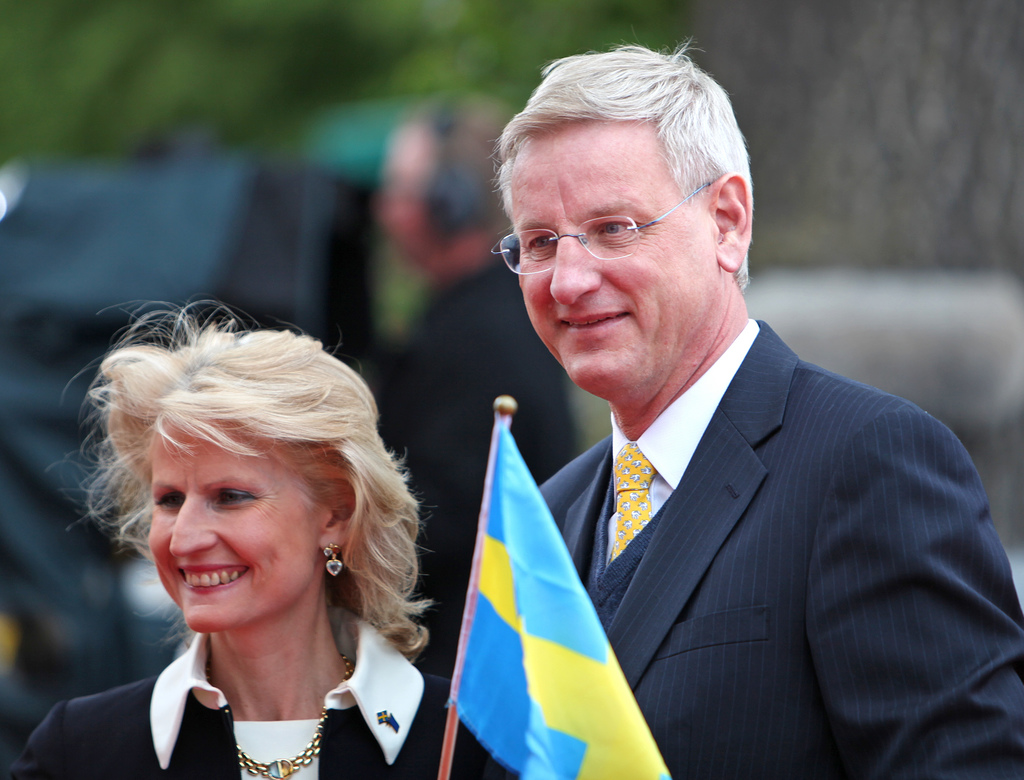
Anna Maria Corazza Bildt i Carl Bildt (2009)

Anna Maria Corazza Bildt (ur. 10 marca 1963 w Rzymie) – szwedzka i włoska polityk, posłanka do Parlamentu Europejskiego VII i VIII kadencji. Żona Carla Bildta.

## Życiorys
Ukończyła nauki polityczne na Uniwersytecie Rzymskim – La Sapienza. Studiowała też zarządzanie kryzysem na Uniwersytecie Kalifornijskim w San Diego i planowanie strategiczne na Uniwersytecie Columbia.
Odbywała praktyki w UNESCO, pracowała później we włoskim Ministerstwie Spraw Zagranicznych, była też delegatem przy OECD w Paryżu. Od 1991 była zatrudniona w Organizacji Narodów Zjednoczonych w Genewie. Do 2001 przebywała na misjach w krajach byłej Jugosławii. Tam poznała byłego szwedzkiego premiera i swojego przyszłego męża, Carla Bildta, zajmującego wówczas stanowisko wysokiego przedstawiciela dla Bośni i Hercegowiny.
Po zakończeniu pracy dla ONZ pełniła m.in. funkcję członka zarządu Szwedzkiego Czerwonego Krzyża (2003–2008). Zaczęła prowadzić w Szwecji własną działalność gospodarczą, m.in. w ramach swojej firmy handlującej włoską żywnością przez Internet. Została członkinią zarządu włoskiej izby gospodarczej w Szwecji.
W 2003 zasiadła we władzach Umiarkowanej Partii Koalicyjnej. W wyborach w 2009 z jej ramienia uzyskała mandat posłanki do Parlamentu Europejskiego VII kadencji. W 2014 z powodzeniem ubiegała się o reelekcję, sprawując mandat do 2019. W 2022 kandydowała do włoskiego parlamentu z ramienia formacji +Europa. We wrześniu 2023 dołączyła do szwedzkich Liberałów.